# 벨기에 철도 36C호선
벨기에 철도 36C호선은 36호선의 자번템 분기에서 갈라져 브뤼셀 공항을 잇는 노선이다. 총 길이는 3.3km이며, 그 중 2.3km은 지하이다.

## 역사
1943년 독일군이 36호선에서 과거 브뤼셀 공항이 있었던 멜스브뢰크로 가는 노선을 건설하였다. NMBS/SNCB와 사베나 항공에서 1955년 이 노선을 인수하였다. 당시 철도와 항공은 통합 서비스를 제공하였다. 브뤼셀 중앙역에서 사베나 항공에 바로 체크인할 수 있었고, 공항에 도착하면 바로 비행기를 탈 수 있었다. 화물은 역의 별도 통로로 배달되었다.
1958년 자번템에 현재 브뤼셀 공항 터미널을 건설하면서 멜스브뢰크 역을 폐역하고 현재 공항 터미널 아래에 새 역을 건설하였다. 1971년 직류 3kV로 전철화되었다.
1994년 브뤼셀 공항 터미널 이전에 맞춰 1998년 현재 사용되는 지하역이 개업하였다. 3개 플랫폼이 있는 터미널형 승강장 형태이다.
2005년 12월 11일 노세헴 연결선이 개통되었다. 2005년 3월 착공하여 8월에 전차선 및 신호 설비를 완공하였다. 총 건설 비용은 2080만 유로로, 36C/1호선이라는 공식 이름을 부여받았다. 연결선이 개통되기 전에는 공항에서 뢰벤 방면으로 가려면 브뤼셀 북 역까지 가서 열차를 환승해야 했으나, 개통 후부터는 연결선을 통하여 직통 열차를 운행할 수 있게 되었다. 내선/외선 길이는 각각 1, 1.25km이다.
전 노선 최고 제한 속도는 시속 60km, 노세헴 연결선은 시속 70km이다.

## 확장
공항과 철도가 완벽하게 통합되어 있었던 1955년에는 문제가 되지 않았다. 벨기에에 고속 철도가 개통된 이후 공항으로 가는 고속 철도 수요가 증가하기 시작했다. 그 결과 디아볼로 계획의 일부분으로 이 노선을 확장하기 시작했다.
확장이 완성되면 브뤼셀 국립 공항역의 막혀 있는 부분이 뚫리며, 탈리스와 같은 열차가 공항으로 진입한 다음 안트베르펀 방면으로 진출할 수 있게 된다. 마헬렌과 메헬렌 남역 사이를 통과하는 25N호선이 이 노선과 연결된다. 철도가 통과하는 지역에 심어져 있었던, 실종 및 살해당한 어린이를 기리는 식물은 다른 위치로 옮겨졌다.

## 같이 보기
- 벨기에의 철도 노선